# Чжуани
Чжуа́ни (чжуан, чжуанг, чжуанги; самоназва — бучжуан чжуан. Bouxcuengh/Bouчcueŋь; кит.: 壮族) — тайський народ на півдні Східної Азії, зокрема на південному сході Китаю; одна з 56 офіційно визнаних і найчисельніша з-поміж них національна меншина країни.
Етнонім чжуани, що нині є як офіційним, так і загально поширеним (в т.ч. і в ін. мовах), з'явився в XIII столітті і як офіційний був прийнятий урядом Китаю в 1964 році, бувши однією з понад 20 альтернативних уживаних і дотепер назв народу.

## Територія проживання і чисельність

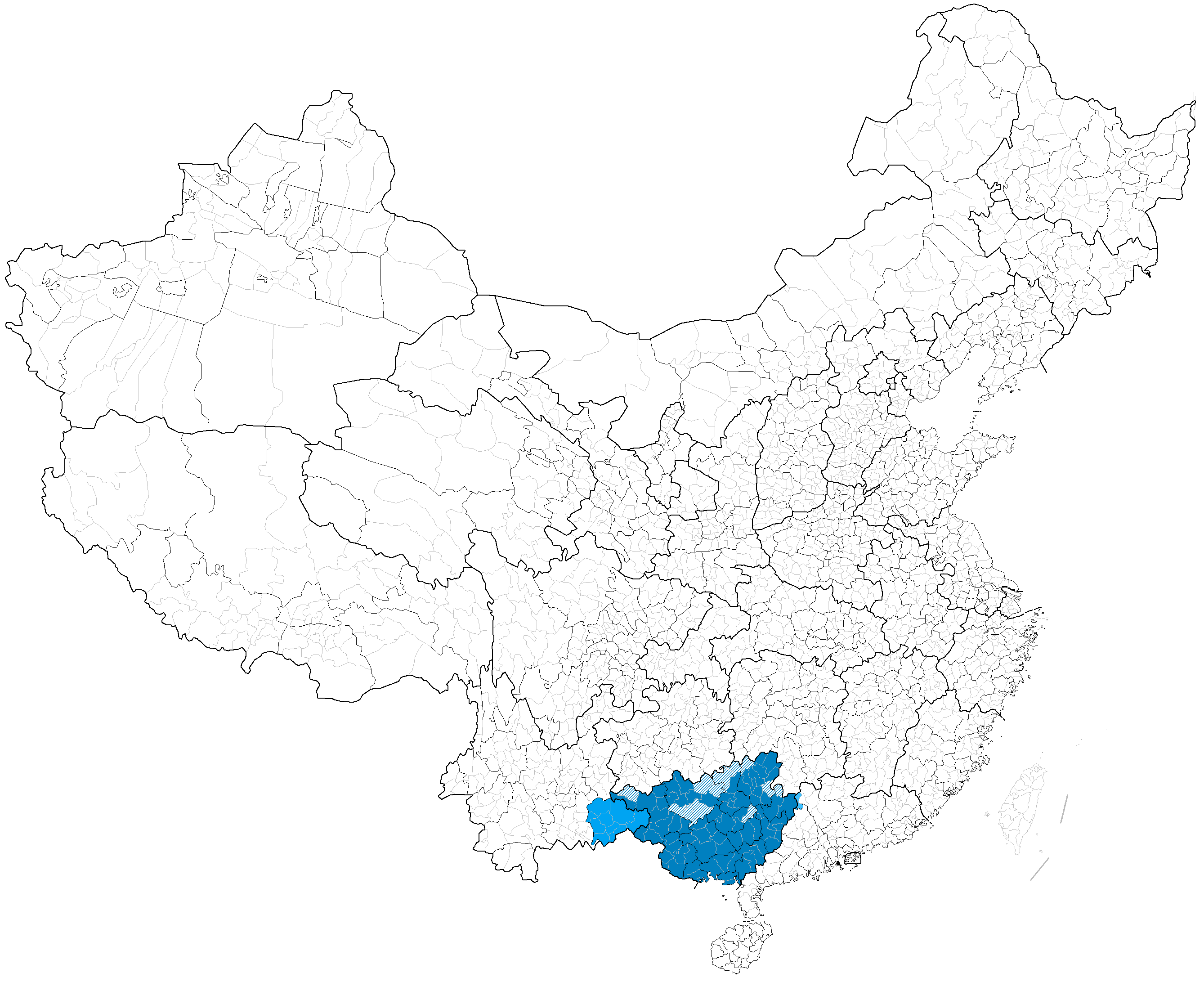
Визначені урядом КНР автономії чжуанів

Чжуани проживають переважно у Гуансі-Чжуанському автономному районі (14,24 млн осіб), а також провінції Юньнань (1,14 млн осіб) і Гуандун (570 тис. осіб).
Загальна чисельність чжуанів — 16 178 811 осіб (перепис, 2000). Як і представників більшості ін. народів Китаю (за винятком тибетців та народів — титульних націй ін. держав, а також тих, що історично проживають компактно в ін. країнах) поза межами Китаю чжуанів зараховують до китайців.

## Мови і релігії
Чжуани розмовляють чжуанською мовою, що належить до тайської мовної родини й представлена двома основними групами діалектів — північною і південною, що нерідко розглядаються як окремі мови.
Історично для запису чжуанської мови використовували змінені китайські ієрогліфи. В 1955 році було запроваджено писемність на основі латиниці, реформована в 1982 році. Серед чжуанів поширений білінгвізм — як друга переважно китайська, також чжуани часто володіють мовами сусідніх народів мяо, яо тощо.
Чимало чжуанів дотримуються традиційних вірувань (анімізм, культ предків). Певного поширення (з епохи Тан) набули буддизм і даосизм, а в міському середовищі з сер. XIX — поч. XX ст. — також християнство.

## Історія

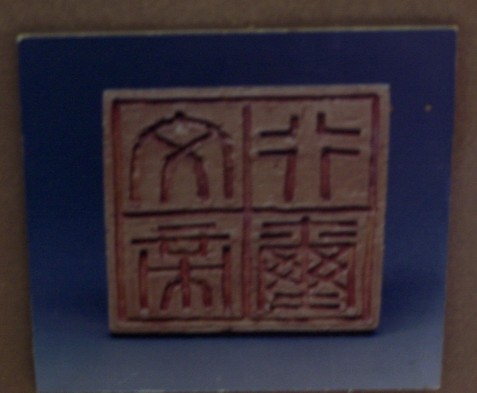
Золота печатка Вень-ді, короля Наньюе

Чжуани — один з найдревніших народів Південного Китаю. Ще в 207 р. до н.е. пращури чжуанів заснували державу Наньюе на території Південно-східного Китаю і Північного В'єтнаму, що проіснувала аж до входження до складу Китаю в ханську добу (111 р. до н.е.).
Живучи на теренах імперії, чжуани не раз брали участь у локальних конфліктах, про що свідчать китайські хроніки Х—ХІІІ ст. Так, у 1070-ті рр. чжуани противились в'єтнамському вторгненню.
ВУ сер. XVI ст. чжуани брали участь в сутичках з японськими піратами.
У XIX ст. чжуани взяли участь у Тайпінському повстанні (1850—64 рр.). В 1870—80-ті рр. чинили опір французькій експансії в Північному В'єтнамі.
Чжуани були активними учасниками державного будівництва початку XX ст. — Сіньхайської революції (1911), відіграли значну роль у встановленні комуністичної влади в низці районів у межиріччі Цзоцзян і Юцзян (1927—1937 рр.), а також в створенні 7-ї та 8-ї Червоних армій.
У 1950-ті між чжуанами і представниками народності маонань виник міжетнічний конфлікт, що був вирішений центральною владою.
У ці ж 1950-ті рр. під час здійснення реформування адміністративно-територіального устрою Китаю центральним урядом було прийнято рішення про створення низки національних чжуанських територій з автономним статусом. Так, в 1952 році було створено Чжуанський автономний район у східній частині провінції Гуансі, який пізніше було розширено і в 1958 році перейменовано на Гуансі-Чжуанський автономний район. Згодом були утворені автономія Веньшань національностей чжуан і мяо у провінції Юньнань і автономія Ляньшань національностей чжуан і яо в провінції Гуандун.

## Господарство і суспільство
За Середньовіччя чжуани вели патріархальне господарство.
Основне заняття чжуанів — землеробство (переважно поливний рис, бобові, овочі), в долинах — орне землеробство (рис, кукурудза, овочі).
Скотарство (свині, велика рогата худоба) мало традиційно в господарстві допоміжну роль. В гірських (і лісових) районах чжуани також займаються лісозаготівлею, збиранням дикорослих плодів і лікарських рослин, мисливством і рибальством.
Розвинуті ремесла — гончарне, ткацьке, ковальське. Висока якість чжуанської парчі відома з часів династії Тан.
У теперішній час частина чжуанів зайнята у промисловості.
У чжуанському суспільстві традиційно панувала патронімія, і складалось воно з основних трьох класів — спадкових землевласників, відносно вільних селян-орендарів землі та рабів. Аж до настання Нового часу в чжуанів панували феодальні відносини і кріпацтво. Ця система зазнала значних ударів у період правління династії Цін (1644—1911), а остаточно ліквідована була вже в часи розбудови червного (комуністичного) Китаю в 1-й пол. ХХ ст..
У чжуанів зберігається традиційна мала сім'я, шлюб — моногамний.

## Матеріальна і духовна культура

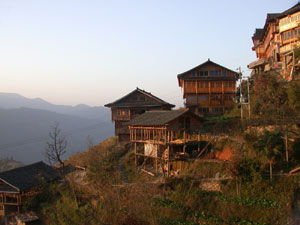
Чжуанське селище в провінції Гуансі

Житла чжуанів розташовуються на гірських схилах уступами. Традиційні будинки — дво-, триповерхові з черепичним дахом; перетинки всередині хати — з дощок або бамбука. На першому поверсі знаходяться господарські приміщення — найчастіше хліви для худоби, комори, склади для зберігання господарського реманентну, майстерні тощо. Горішні поверхи є жилими.
В теперішній час все більшого поширення набуває ханський (загальнокитайський) тип одноповерхового будинку.
Чоловічий і жіночий національні костюми чжуанів представлені загальними видами одягу — куртками і кофтинами, штанами і головними пов'язками (в одружених жінок вони традиційно чорного кольору). Жіночий одяг оздоблюється вишивкою, аплікацією тощо. Жіночі прикраси — здебільшого срібні гривни, браслети, ланцюжки на руках і ногах, сережки. 

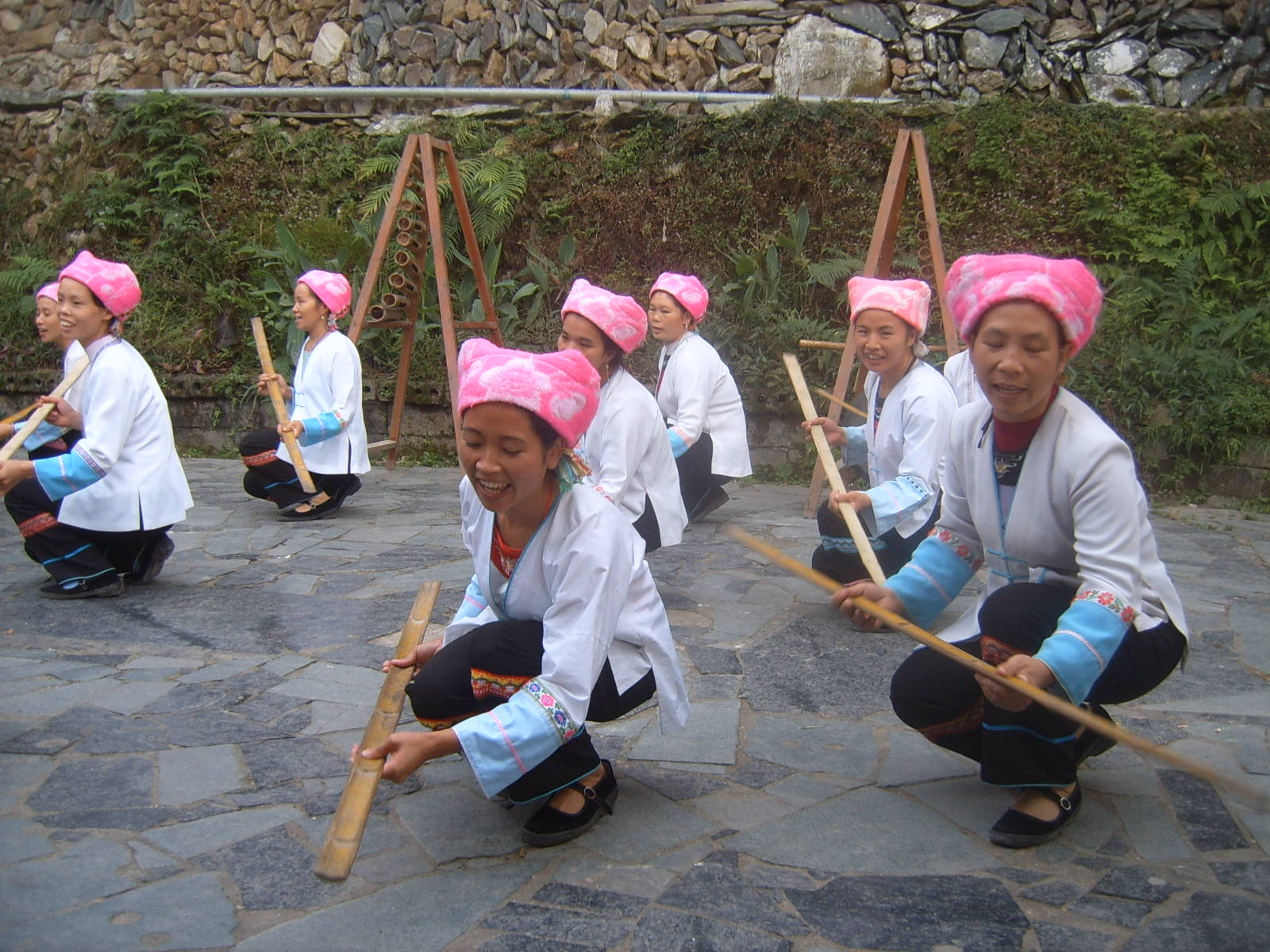
Традиційний чжуанський танець

У чжуанів багата музична культура — зберігаються традиційні музичні інструменти — бамбукові сопілки, бронзові барабани. Також грають на звичних по всьому Китаю флейтах ді, сяо, сона (китайський гобой) тощо.
Чжуанською мовою існує розвинута національна література. Чжуанська опера, що виникла за доби Тан, зберігається дотепер. Чжуанська драма виникла у 2-й пол. XIX ст., представлена двома варіантами — північним і південним. Класичний театр має тісний зв'язок з народним. Відомим у чжуанів є театр тіней.
В чжуанів багатий фольклор — пісенний (проводяться фестивалі народної творчості), усний (переплетений з давньою міфологією, популярними є також історичні сказання і перекази) і танцювальний. У чжуанів зберігаються традиції культу предків, подеколи магія.
У чжуанів численні народні свята, здебільшого прив'язані до сільськогосподарського календаря.